# Шахова олімпіада 1970

Офіційна емблема шахової оліміади 1970 року.

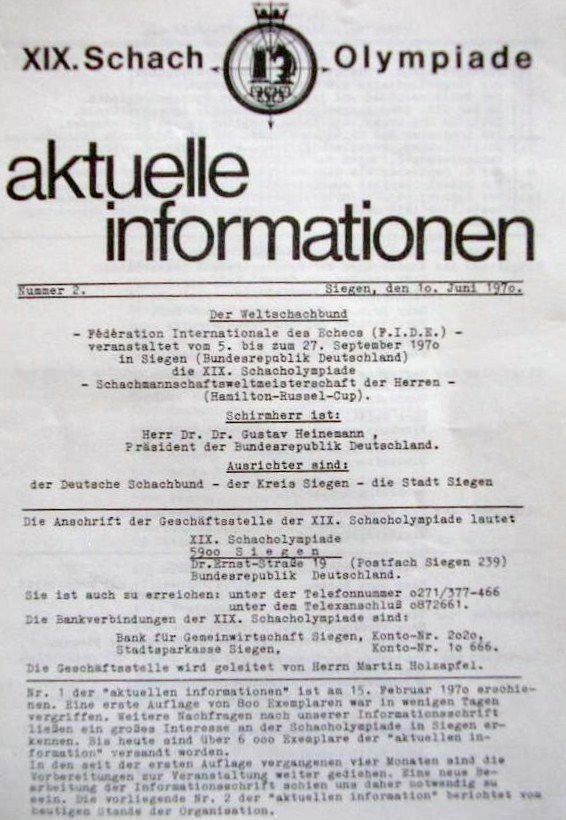
Документ з шахової Олімпіади 1970 р.

19 шахова Олімпіада відбувалася з 5 по 27 вересня 1970 року у містечку Зіген (Північний Рейн-Вестфалія, ФРН).
Організація турніру була доброю. Єдина проблема — не вистачало номерів у готелях Зігена для 350 учасників і численних гостей XIX Олімпіади. Більшість команд розмістилися у готелях і пансіонатах сусідніх міст, звідки їх автобусами привозили до ігрового приміщення «Зігерландхалле» — красивої споруди, що цілком відповідала вимогам Олімпіади. Головний зал вміщував 2500 глядачів. Стільки ж могло вміститися і на верхньому поверсі та в інших менших приміщеннях. В одному з них було обладнано прес-центр, який щодня випускав бюлетені турніру.
Поруч з прес-центром у просторому залі, завжди заповненому глядачами, на восьми шахівницях за допомогою проєкційних апаратів демонструвалися центральні партії туру. В просторому фоє біля турнірного залу були розміщені різні служби — пошта, стенди інформації і сувенірів, вітрини з найрізноманітнішими комплектами шахових фігур. Тут же відома видавнича фірма К. Ратмана з Гамбурга представила стенд численної шахової літератури. Ця вітрина мала великий успіх у глядачів і учасників. Можна було замовити будь-який примірник, навіть архівний, і одержати його за гроші протягом двох діб.
Ігровий зал під час півфіналів було поділено на 6, а у фіналі на 5 прямокутників, призначених для кожної турнірної групи. Прямокутні ігрові манежі відгороджувались від публіки низьким бар'єром, що надавало можливість глядачам зручно стежити за грою на відстані 1,5 м від шахівниць.

## Регламент
Свої шахові дружини до Зігена надіслала рекордна кількість країн — 64, але організатори вже задовго до початку турніру з метою економії коштів зупинилася на цифрі 60, яка гарантувала нормальне проведення XIX Олімпіади в установлені терміни. Тому чотири команди, зокрема сильна команда Аргентини, опинилися серед глядачів. Аргентинську команду виручили панамці, які поступилися їй своїм місцем. Трьом іншим командам — Франції, Венесуели та Еквадора — було відмовлено через несвоєчасну подачу заявок.
Вранці 5 вересня головний суддя турніру X. де Гра-аф (Голландія) здійснив жеребкування у півфіналах. Жеребкуванню передував поділ команд-учасниць на півфінальні групи. В Зігені це завдання вперше виконував комп'ютер. Комп'ютер розставив 55 команд по ранжиру, решті команд — Новій Зеландії, Родезії, Японії, Віргінських островів та острова Гернсі — дебютантам Олімпіади, було запропоновано самим назвати свій порядковий номер у загальному списку команд. Таким чином було складено остаточний перелік команд, за яким їх було поділено на півфінали за вже відомим «ключем». Перелік починався шістьма найсильнішими командами: СРСР, Югославії, США, Угорщини, Аргентини та Болгарії, які і очолили кожен з шести півфіналів.
У всіх шести півфіналах грало по 10 команд. По дві команди — переможниці півфіналів складали головний фінал А. В інших чотирьох фіналах розігрувалися місця з 13-го по 60-е. Як і в Лугано, у Зігені діяло правило зарахування результатів півфінальних поєдинків у фіналі.

## Склади команд
Команда СРСР прибула до Зігена у тому ж гросмейстерському складі, який здобув перемогу в Лугано. Тільки тепер її очолював новий чемпіон світу Спаський. По п'ять гросмейстерів було в складах команд Югославії і США. До того ж американці, як і в Лугано, приїхали з Решевським і Фішером. Помітно омолодженою (без Сабо і Барца) виглядала угорська команда. Запасним у команді з'явився 18-річний Золтан Ріблі. Команду Аргентини, уже вкотре, очолив 60-річний нестаріючий Найдорф, а датську — Б. Ларсен. У ряді команд з'явилися нові імена: 18-річний Андерссон (Швеція) і трохи старші Кінтерос (Аргентина), Смейкал (Чехословаччина), Торре (Філіппіни) та ін. Водночас у деяких командах були відсутні визнані лідери. Бельгія грала без О'Келлі, Голландія без Доннера, Ісландія — без Олафссона. Всього до Зігена прибуло 36 гросмейстерів і понад 70 міжнародних майстрів.

## Відкриття
Вдень 5 вересня у приміщенні міського театру відбулося урочисте відкриття XIX Олімпіади. Після вітальних виступів організаторів турніру і президента ФІДЕ Ф. Рогарда XIX Олімпіаду було оголошено відкритою. Після виконання гімну ФІДЕ голова Шахової спілки ФРН подарував президенту новий прапор ФІДЕ. Через півтори години почався перший тур півфіналів.

## Півфінали

### Група А
У першому півфіналі команда СРСР підтвердила свій клас, здобувши перемоги в усіх дев'яти матчах. Друге місце досить легко завоювали іспанці.
| Місце | Команда                  | 1 | 2  | 3  | 4  | 5  | 6  | 7  | 8  | 9  | 10 | Очки | КО | КПер | КНіч | КПор |
| ----- | ------------------------ | - | -- | -- | -- | -- | -- | -- | -- | -- | -- | ---- | -- | ---- | ---- | ---- |
| 1     | СРСР                     | × | 3  | 3  | 3  | 3  | 3  | 4  | 4  | 4  | 4  | 31   | 18 | 9    | 0    | 0    |
| 2     | Іспанія                  | 1 | ×  | 2  | 2½ | 3½ | 4  | 3½ | 4  | 4  | 4  | 28½  | 15 | 7    | 1    | 1    |
| 3     | Польща                   | 1 | 2  | ×  | 3  | 2  | 1½ | 3½ | 3  | 4  | 4  | 24   | 12 | 5    | 2    | 2    |
| 4     | Австралія                | 1 | 1½ | 1  | ×  | 3  | 3½ | 2  | 3  | 4  | 4  | 23   | 11 | 5    | 1    | 3    |
| 5     | Туніс                    | 1 | ½  | 2  | 1  | ×  | 1  | 2  | 4  | 3  | 3½ | 18   | 8  | 3    | 2    | 4    |
| 6     | Греція                   | 1 | 0  | 2½ | ½  | 3  | ×  | 1½ | 2½ | 2½ | 4  | 17½  | 10 | 5    | 0    | 4    |
| 7     | Перу                     | 0 | ½  | ½  | 2  | 2  | 2½ | ×  | 2  | 4  | 4  | 17½  | 9  | 3    | 3    | 3    |
| 8     | Домініканська Республіка | 0 | 0  | 1  | 1  | 0  | 1½ | 2  | ×  | 2  | 3½ | 11   | 4  | 1    | 2    | 6    |
| 9     | Фарерські острови        | 0 | 0  | 0  | 0  | 1  | 1½ | 0  | 2  | ×  | 4  | 8½   | 3  | 1    | 1    | 7    |
| 10    | Монако                   | 0 | 0  | 0  | 0  | ½  | 0  | 0  | ½  | 0  | ×  | 1    | 0  | 0    | 0    | 9    |

### Група В
У другому півфіналі впевнено перемогла команда Югославії. До того ж югослави здобули найкращий результат (31,5) серед півфіналів. До цього жодній команді у півфіналах олімпіад не вдавалося перевершити результат команди СРСР. За друге фінальне місце точилася гостра боротьба між командами Англії, Канади, Індонезії і МНР. Перед двома заключними турами друге місце посідали індонезійці, набравши 17,5 очка. Англійці, канадці і монголи мали по 15,5 очка. Проте в англійців і канадців становище було кращим, оскільки вони грали з аутсайдерами, а індонезійці і монголи мали зустрітися між собою. Та трапилося непередбачене. У 8-му турі лідер англійців Пенроуз, дограючи переможне закінчення в партії з Ульвестадом (Андора), несподівано підставив фігуру. Прикро вражений такою помилкою, англієць отримав нервовий шок, втратив свідомість і його було відправлено до лікарні. До складу команди Пенроуз так і не повернувся, і англійці втратили шанси на друге місце. Решта команд-претендентів на другу путівку фіналу здобула переконливі перемоги. Перед заключним туром індонезійці мали 21 очко і утримували друге місце, команди Канади і МНР мали по 19,5 очка. Долю другого місця вирішувала зустріч Індонезія — МНР, нічийний результат якої забезпечував шахістам Індонезії вихід у фінал. Однак удача була на боці канадців. Вони здобули переконливу перемогу над командою Андори і після поразки індонезійців отримали місце в головному фіналі.
| Місце | Команда    | 1  | 2  | 3  | 4  | 5  | 6  | 7  | 8  | 9  | 10 | Очки | КО | КПер | КНіч | КПор |
| ----- | ---------- | -- | -- | -- | -- | -- | -- | -- | -- | -- | -- | ---- | -- | ---- | ---- | ---- |
| 1     | Югославія  | ×  | 2½ | 3½ | 4  | 2½ | 3½ | 3½ | 4  | 4  | 4  | 31½  | 18 | 9    | 0    | 0    |
| 2     | Канада     | 1½ | ×  | 1  | 2  | 3  | 2½ | 2½ | 3  | 3½ | 4  | 23   | 13 | 6    | 1    | 2    |
| 3     | Індонезія  | ½  | 3  | ×  | 1½ | 1  | 3½ | 2½ | 4  | 2½ | 4  | 22½  | 12 | 6    | 0    | 3    |
| 4     | Монголія   | 0  | 2  | 2½ | ×  | 2  | 2½ | 2½ | 4  | 3½ | 3  | 22   | 14 | 6    | 2    | 1    |
| 5     | Англія     | 1½ | 1  | 3  | 2  | ×  | 2  | 2  | 3  | 3  | 4  | 21½  | 11 | 4    | 3    | 2    |
| 6     | Іран       | ½  | 1½ | ½  | 1½ | 2  | ×  | 2  | 4  | 4  | 3½ | 19½  | 8  | 3    | 2    | 4    |
| 7     | Швейцарія  | ½  | 1½ | 1½ | 1½ | 2  | 2  | ×  | 2½ | 3  | 4  | 18½  | 8  | 3    | 2    | 4    |
| 8     | Люксембург | 0  | 1  | 0  | 0  | 1  | 0  | 1½ | ×  | 3  | 2  | 8½   | 3  | 1    | 1    | 7    |
| 9     | Андорра    | 0  | ½  | 1½ | ½  | 1  | 0  | 1  | 1  | ×  | 2  | 7½   | 1  | 0    | 1    | 8    |
| 10    | Гонконг    | 0  | 0  | 0  | 1  | 0  | ½  | 0  | 2  | 2  | ×  | 5½   | 2  | 0    | 2    | 7    |

### Група С
У третьому півфіналі на дві путівки претендували команди США, НДР і Голландії. Ще до початку турніру Фішер таки «домігся» від організаторів, щоб його столик було відсунуто ще на два метри від глядачів. Незважаючи на невелику осічку у 1-му турі з бельгійцями (2,5:1,5), американці очолили турнірну таблицю півфіналу. У 8-му турі вони (без Фішера і Решевського) задовольняються нічийним результатом у матчі з голландцями і поступаються лідерством команді НДР, яка розгромила мексиканців. В останньому турі лідери зустрілися між собою. Американці виставили на матч з НДР найсильніший склад, адже зустріч, по суті, була фінальною. Проте відмінно підготовлена команда НДР зуміла нав'язати американцям свою гру і здобула перемогу з рахунком 2,5:1,5, до того ж Фішер доклав чимало зусиль, щоб урятувати партію з Ульманом.
| Місце | Команда                         | 1  | 2  | 3 | 4 | 5  | 6  | 7  | 8  | 9  | 10 | Очки | КО | КПер | КНіч | КПор |
| ----- | ------------------------------- | -- | -- | - | - | -- | -- | -- | -- | -- | -- | ---- | -- | ---- | ---- | ---- |
| 1     | НДР                             | ×  | 2½ | 3 | 3 | 2½ | 3½ | 4  | 4  | 4  | 4  | 30½  | 18 | 9    | 0    | 0    |
| 2     | США                             | 1½ | ×  | 2 | 3 | 2½ | 4  | 4  | 4  | 3½ | 4  | 28½  | 15 | 7    | 1    | 1    |
| 3     | Нідерланди                      | 1  | 2  | × | 2 | 3½ | 4  | 3½ | 4  | 4  | 4  | 28   | 14 | 6    | 2    | 1    |
| 4     | Фінляндія                       | 1  | 1  | 2 | × | 1  | 2  | 4  | 4  | 3½ | 4  | 22½  | 10 | 4    | 2    | 3    |
| 5     | Бельгія                         | 1½ | 1½ | ½ | 3 | ×  | 2  | 1½ | 3  | 2½ | 3½ | 19   | 9  | 4    | 1    | 4    |
| 6     | Бразилія                        | ½  | 0  | 0 | 2 | 2  | ×  | 2½ | 2½ | 3½ | 4  | 17   | 10 | 4    | 2    | 3    |
| 7     | Мексика                         | 0  | 0  | ½ | 0 | 2½ | 1½ | ×  | 2  | 2  | 3½ | 12   | 6  | 2    | 2    | 5    |
| 8     | Японія                          | 0  | 0  | 0 | 0 | 1  | 1½ | 2  | ×  | 3½ | 4  | 12   | 5  | 2    | 1    | 6    |
| 9     | Туреччина                       | 0  | ½  | 0 | ½ | 1½ | ½  | 2  | ½  | ×  | 3  | 8½   | 3  | 1    | 1    | 7    |
| 10    | Американські Віргінські Острови | 0  | 0  | 0 | 0 | ½  | 0  | ½  | 0  | 1  | ×  | 2    | 0  | 0    | 0    | 9    |

### Група D
У четвертому півфіналі важко було передбачити, що Данія, навіть з Ларсеном, може серйозно загрожувати дуже сильним командам Угорщини і Румунії. Але саме тут ледь не народилася найбільша сенсація XIX Олімпіади. І причиною того була не стільки чудова гра датчан, скільки невпевнена гра омолодженої угорської команди, яка втратила багато очок у матчах із слабкими суперниками. Проте все обійшлося добре для угорських шахістів і вони посіли друге місце. Переможцем півфіналу, незважаючи на поразки в матчах з угорцями і датчанами, стала команда Румунії.
| Місце | Команда   | 1  | 2  | 3  | 4  | 5  | 6  | 7  | 8  | 9  | 10 | Очки | КО | КПер | КНіч | КПор |
| ----- | --------- | -- | -- | -- | -- | -- | -- | -- | -- | -- | -- | ---- | -- | ---- | ---- | ---- |
| 1     | Румунія   | ×  | 1½ | 1½ | 3  | 2½ | 2½ | 3½ | 4  | 4  | 4  | 26½  | 14 | 7    | 0    | 2    |
| 2     | Угорщина  | 2½ | ×  | 2½ | 2½ | 2  | 2½ | 2½ | 3½ | 4  | 4  | 26   | 17 | 8    | 1    | 0    |
| 3     | Данія     | 2½ | 1½ | ×  | 2  | 3½ | 2½ | 2  | 3½ | 4  | 4  | 25½  | 14 | 6    | 2    | 1    |
| 4     | Швеція    | 1  | 1½ | 2  | ×  | 2½ | 1½ | 2  | 3½ | 4  | 4  | 22   | 10 | 4    | 2    | 3    |
| 5     | Філіппіни | 1½ | 2  | ½  | 1½ | ×  | 2½ | 2½ | 3½ | 3½ | 4  | 21½  | 11 | 5    | 1    | 3    |
| 6     | Італія    | 1½ | 1½ | 1½ | 2½ | 1½ | ×  | 2  | 3½ | 4  | 3½ | 21½  | 9  | 4    | 1    | 4    |
| 7     | Ірландія  | ½  | 1½ | 2  | 2  | 1½ | 2  | ×  | 3  | 3  | 3½ | 19   | 9  | 3    | 3    | 3    |
| 8     | Ліван     | 0  | ½  | ½  | ½  | ½  | ½  | 1  | ×  | 1½ | 3  | 8    | 2  | 1    | 0    | 8    |
| 9     | Марокко   | 0  | 0  | 0  | 0  | ½  | 0  | 1  | 2½ | ×  | 3½ | 7½   | 4  | 2    | 0    | 7    |
| 10    | Гернсі    | 0  | 0  | 0  | 0  | 0  | ½  | ½  | 1  | ½  | ×  | 2½   | 0  | 0    | 0    | 9    |

### Група Е
Спокійно відбувалася боротьба у п'ятому півфіналі. Фаворити — команди Аргентини і Чехословаччини — уже на старті відірвалися від найближчих конкурентів. Щоправда, на фініші чехословацькій команді довелося пережити невеликі неприємності, насамперед у 7-му турі в матчі з шахістами Сингапуру. Лідер чехів Горт на 33-му ході програв Тану, і матч закінчився внічию. Однак запас «міцності» в чехів був настільки великий, що навіть нічиїх у матчах з аргентинцями і кубинцями вистачило для виходу у фінал.
| Місце | Команда        | 1  | 2  | 3  | 4  | 5  | 6  | 7  | 8  | 9  | 10 | Очки | КО | КПер | КНіч | КПор |
| ----- | -------------- | -- | -- | -- | -- | -- | -- | -- | -- | -- | -- | ---- | -- | ---- | ---- | ---- |
| 1     | Аргентина      | ×  | 2  | 2½ | 2  | 2½ | 3½ | 3½ | 2½ | 4  | 3½ | 26   | 16 | 7    | 2    | 0    |
| 2     | Чехословаччина | 2  | ×  | 2½ | 2  | 2  | 3½ | 2  | 4  | 4  | 3½ | 25½  | 14 | 5    | 4    | 0    |
| 3     | Ізраїль        | 1½ | 1½ | ×  | 2  | 2½ | 3½ | 2½ | 3½ | 4  | 3½ | 24½  | 13 | 6    | 1    | 2    |
| 4     | Куба           | 2  | 2  | 2  | ×  | 2½ | 3  | 3  | 2½ | 3  | 2½ | 22½  | 15 | 6    | 3    | 0    |
| 5     | Норвегія       | 1½ | 2  | 1½ | 1½ | ×  | 2  | 4  | 3  | 3  | 3½ | 22   | 10 | 4    | 2    | 3    |
| 6     | Шотландія      | ½  | ½  | ½  | 1  | 2  | ×  | 4  | 3  | 3  | 4  | 18½  | 9  | 4    | 1    | 4    |
| 7     | Сінгапур       | ½  | 2  | 1½ | 1  | 0  | 0  | ×  | 2  | 3½ | 3½ | 14   | 6  | 2    | 2    | 5    |
| 8     | Португалія     | 1½ | 0  | ½  | 1½ | 1  | 1  | 2  | ×  | 2½ | 4  | 14   | 5  | 2    | 1    | 6    |
| 9     | Мальта         | 0  | 0  | 0  | 1  | 1  | 1  | ½  | 1½ | ×  | 3  | 8    | 2  | 1    | 0    | 8    |
| 10    | Родезія        | ½  | ½  | ½  | 1½ | ½  | 0  | ½  | 0  | 1  | ×  | 5    | 0  | 0    | 0    | 9    |

### Група F
Найпростіше завдання мали господарі разом із командою Болгарії в шостому півфіналі. Зігравши у 2-му турі між собою внічию, вони в решті матчів (за винятком матчу Болгарія — Ісландія) здобули переконливі перемоги і вже за 2 тури до закінчення забезпечили собі місця у головному фіналі.
| Місце | Команда       | 1 | 2  | 3  | 4  | 5  | 6  | 7  | 8  | 9  | 10 | Очки | КО | КПер | КНіч | КПор |
| ----- | ------------- | - | -- | -- | -- | -- | -- | -- | -- | -- | -- | ---- | -- | ---- | ---- | ---- |
| 1     | ФРН           | × | 2  | 3½ | 3  | 3  | 4  | 3½ | 3  | 3½ | 4  | 29½  | 17 | 8    | 1    | 0    |
| 2     | Болгарія      | 2 | ×  | 2½ | 3½ | 2  | 3  | 3½ | 4  | 3½ | 4  | 28   | 16 | 7    | 2    | 0    |
| 3     | Австрія       | ½ | 1½ | ×  | 2  | 2½ | 4  | 4  | 1½ | 2½ | 3  | 21½  | 11 | 5    | 1    | 3    |
| 4     | Колумбія      | 1 | ½  | 2  | ×  | 2½ | 2½ | 3½ | 2  | 3½ | 3  | 20½  | 12 | 5    | 2    | 2    |
| 5     | Ісландія      | 1 | 2  | 1½ | 1½ | ×  | 2  | 2½ | 3  | 1½ | 4  | 19   | 8  | 3    | 2    | 4    |
| 6     | Пуерто-Рико   | 0 | 1  | 0  | 1½ | 2  | ×  | 2½ | 2½ | 3  | 3½ | 16   | 9  | 4    | 1    | 4    |
| 7     | ПАР           | ½ | ½  | 0  | ½  | 1½ | 1½ | ×  | 4  | 1½ | 4  | 14   | 4  | 2    | 0    | 7    |
| 8     | Албанія       | 1 | 0  | 2½ | 2  | 1  | 1½ | 0  | ×  | 2½ | 3  | 13½  | 7  | 3    | 1    | 5    |
| 9     | Нова Зеландія | ½ | ½  | 1½ | ½  | 2½ | 1  | 2½ | 1½ | ×  | 3  | 13½  | 6  | 3    | 0    | 6    |
| 10    | Кіпр          | 0 | 0  | 1  | 1  | 0  | ½  | 0  | 1  | 1  | ×  | 4½   | 0  | 0    | 0    | 9    |

## Фінали
Увечері 14 вересня відбувалося жеребкування всіх п'яти фіналів. Результати команд, які вийшли з одного півфіналу, склали 1-й тур фіналу. У підсумку ще до початку гри у фіналах у кожному з них визначилися лідери. У головному фіналі попереду були команди СРСР (перемога у півфіналі над Іспанією — 3:1), Югославії та Угорщини (які з однаковим рахунком 2,5:1,5 перемогли відповідно канадців і румунів). Мабуть, у жодній з післявоєнних олімпіад (за винятком хіба що 1952 року) боротьба за титул чемпіона світу не була такою гострою та напруженою, як у Зігені. Причин було дві: загальне вирівнювання класу гри провідних команд і винятково добра форма угорських та югославських шахістів.

Про вирівнювання сили гри провідних команд свідчить хоча б той факт, що у головному фіналі найбільший рахунок (3,5:0,5) було зафіксовано лише тричі: СРСР — Канада, Чехія — Канада та США — Болгарія, а максимальних перемог взагалі не було.

### Фінал А
Фінал А почався з 2-го туру. Центральною була зустріч СРСР — ФРН. Місця біля столиків, де грали команди, були вщерть заповнені глядачами. Західно-німецькі шахісти завжди вважалися незручними суперниками для команди СРСР. Нелегким виявився і матч у Зігені. Команда СРСР перемогла з мінімальною перевагою.
Після 2-го туру лідерів стало двоє — СРСР і Чехословаччина (по 5,5 очка). Чехи легко обіграли канадців.

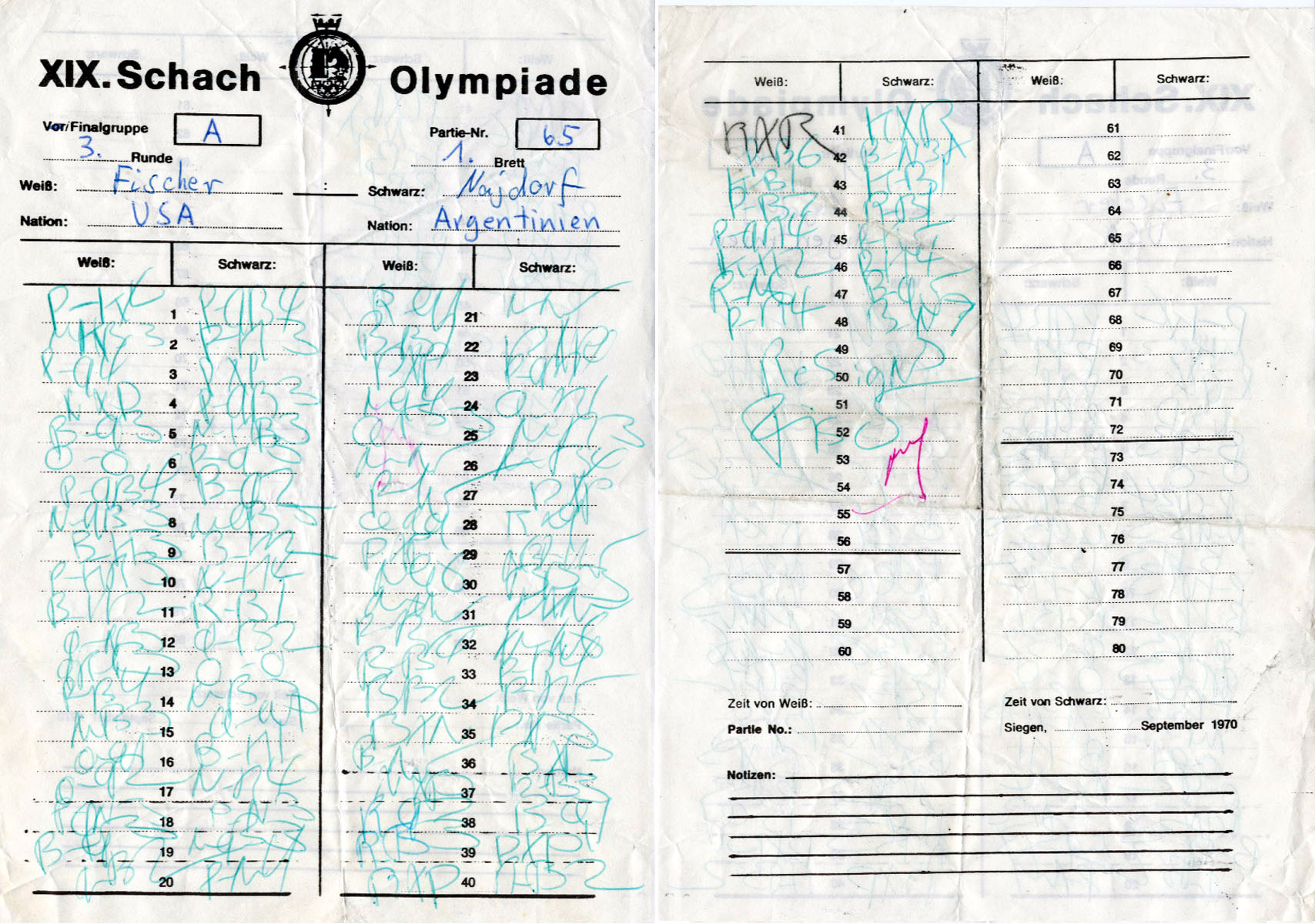
Нотатки Робі Фішера зроблені в грі з Мігелем Найдорфом у 3-му раунді

У 3-му турі основні претенденти на перемогу — шахісти СРСР та Югославії — завершили свій поєдинок внічию на всіх чотирьох шахівницях. Внаслідок цього лідерство захопила угорська команда, яка здобула переконливу перемогу (3:1) над невдахами старту — канадцями. З таким самим рахунком чехи поступилися болгарам, а аргентинці — американцям. У цьому матчі Фішер завдав Найдорфу єдиної поразки на XIX Олімпіаді.
Четвертий і п'ятий тури не внесли істотних змін до групи лідерів, оскільки угорська й радянська команди з однаковим рахунком перемогли болгар і чехів, а в 5-му турі закінчили поєдинок між собою внічию.
У центрі уваги 6-го туру була зустріч США — СРСР, насамперед поєдинок Фішер — Спаський. Шанувальники Фішера багато чекали від його зустрічі з чемпіоном світу. Ходили навіть чутки, що капітан американської команди Едмондсон замовив у ресторані готелю «Кайзергартен», де, до речі, мешкали обидві команди, бенкет на честь перемоги Фішера і команди. В Зігені перебував відомий американський мільйонер і шанувальник шахів Б. Туровер, від якого чекали меценатського пожертвування.
Тур відбувся у неділю. Це дало можливість кільком тисячам любителів шахів використати свій вихідний день для відвідання змагань і стати свідками великого поєдинку. Усі готелі і пансіонати у радіусі 50 кілометрів від Зігена були переповнені. У цей день каси продали понад 3 тисячі квитків. До початку туру ігрове приміщення було заповнене вщерть. Тісним виявився і демонстраційний зал. Організатори турніру вимушені були встановити у фоє додатково ще 5 демонстраційних табло з партією Спасський — Фішер. У такій ситуації, природно, партія була дуже напруженою. Дебют (захист Грюнфельда) був приблизно рівним. Тривалий час важко було визначити перевагу будь-якої із сторін. Але поступово позиція Фішера погіршувалася, і Спаський чітко реалізував свою перевагу. Фінал партії, увінчаний ефектною жертвою тури, порушив напружену тишу залу. Перемогу чемпіона світу прихильники збірної СРСР вітали оваціями. Шахівницю з автографами найсильніших шахістів (крім Фішера), на якій було зіграно цю партію, організатори турніру подарували послу СРСР, великому шанувальнику шахів, який спеціально прибув на цей тур з Бонна. Перемога Спаського вирішила і результат всього матчу, оскільки решта поєдинків (Решевський — Петросян, Полугаєвський — Еванс і Ломбарді — Геллер) закінчилися внічию.
Лідером турніру залишалася сильна і добре підготовлена команда Угорщини. У цьому турі вона завдала поразки господарям і, набравши 15 очок, на пів очка випереджала СРСР. У 7-му турі драматично складалася одна з центральних зустрічей Угорщина — Югославія. Портіш у виграшній позиції прогледів фігуру і здався Глігоричу. Ця поразка дорого коштувала угорцям. Вони програли матч і втратили лідерство. Після перемоги над шахістами НДР турнірну таблицю очолила команда СРСР, яка на очко випереджала угорців. Американська команда, незважаючи на поразку Решевського від Шміда, здобула перемогу над командою ФРН і разом з угорцями та югославами поділяла друге — четверте місця (16,5 очка).
Восьмий і дев'ятий тури не внесли істотних змін до групи лідерів. Доля першого місця було вирішено в 10-му, передостанньому турі. Здобувши переконливу перемогу над канадцями, команда СРСР збільшила відрив від переслідувачів на два очка. Вдало фінішувала угорська команда: у 10-му турі вона перемогла в принциповому матчі команду США (Портіш — Фішер 0,5:0,5; Чом — Медніс 1:0), відтіснивши американців на четверте місце. Югослави з таким самим рахунком (2,5: 1,5) обіграли румунських шахістів. В останньому турі шахісти СРСР швидко закінчивши всі партії з болгарами внічию, забезпечили собі перемогу на Олімпіаді. Боротьба за друге місце тривала. Перед останнім туром угорці та югослави мали однакову кількість очок. Все вирішували матчі Угорщина — НДР і Югославія — Аргентина. Після драматичних перипетій успіх був на боці угорської команди, яка здобула переконливішу перемогу, ніж її суперник.
Десята, ювілейна перемога команди СРСР ні для кого не була несподіванкою. Однак її було завойовано в дуже важкій боротьбі. Команда програла чотири партії, що було набагато більше звичайного. Не зовсім вдало у фіналі зіграли Полугаєвський, Смислов і Геллер. Мабуть, тільки Спаський був у відмінній формі і заслужено виборов приз за перемогу на 1-й шахівниці (+7—0=5). Результати інших учасників команди були такі: Петросян (+6—0=8), Полугаєвський (+7—1=4), Смислов (+5—0=6), Геллер (+6—2=4).
Добре зіграла омолоджена команда Угорщини. Вона протягом кількох турів лідирувала, внесла певну гостроту у боротьбу і цілком заслужено виборола срібні медалі. Прекрасно грав Портіш (+7—1=8), його успіх підтримав Форінтош (+9—2=5).
Американська команда грала дуже нерівно. Стартувала вона досить вдало, однак другу половину турніру американці провели нижче своїх можливостей. Зусиль Фішера (+8—1=4), Ломбарді (+10—2=2) і Бенко (+6—1=5) не вистачило для завоювання медалей.
Після невдачі в Лугано знову повернулася до п'ятірки найсильніших команда Чехословаччини. У команді відзначився відмінною грою дебютант Смейкал (+10—1=6), який у фіналі здобув чудового результату — 6,5 з 8.
Югославська команда цього разу вимушена була задовольнитися бронзовими медалями. У команді виділялися Івков (+7—0=6), особливо сильно грали у фіналі Матулович (+10—1=6) і Матанович (+8—0=4). Не в найкращій формі був лідер Глігорич (+3—1=9), а також запасні учасники Парма (+3—1=8) і Мінич (+6—0=3)[джерело?].
| Місце | Команда        | 1  | 2  | 3  | 4  | 5  | 6  | 7  | 8  | 9  | 10 | 11 | 12 | Очки | КО | КПер | КНіч | КПор |
| ----- | -------------- | -- | -- | -- | -- | -- | -- | -- | -- | -- | -- | -- | -- | ---- | -- | ---- | ---- | ---- |
| 1     | СРСР           | ×  | 2  | 2  | 2½ | 2½ | 2½ | 2  | 2  | 3  | 2½ | 3½ | 3  | 27½  | 18 | 7    | 4    | 0    |
| 2     | Угорщина       | 2  | ×  | 1½ | 2½ | 2  | 2½ | 2½ | 2½ | 3  | 2½ | 3  | 2½ | 26½  | 18 | 8    | 2    | 1    |
| 3     | Югославія      | 2  | 2½ | ×  | 2  | 2  | 2½ | 2½ | 2½ | 2½ | 2½ | 2½ | 2½ | 26   | 19 | 8    | 3    | 0    |
| 4     | США            | 1½ | 1½ | 2  | ×  | 2  | 2½ | 3½ | 3  | 1½ | 2½ | 2  | 2½ | 24½  | 13 | 5    | 3    | 3    |
| 5     | Чехословаччина | 1½ | 2  | 2  | 2  | ×  | 2½ | 1  | 2  | 2  | 2  | 3½ | 3  | 23½  | 12 | 3    | 6    | 2    |
| 6     | ФРН            | 1½ | 1½ | 1½ | 1½ | 1½ | ×  | 2  | 2½ | 2  | 3  | 2½ | 2½ | 22   | 10 | 4    | 2    | 5    |
| 7     | Болгарія       | 2  | 1½ | 1½ | ½  | 3  | 2  | ×  | 2½ | 2  | 1½ | 2  | 3  | 21½  | 10 | 3    | 4    | 4    |
| 8     | Аргентина      | 2  | 1½ | 1½ | 1  | 2  | 1½ | 1½ | ×  | 2½ | 2½ | 2½ | 3  | 21½  | 10 | 4    | 2    | 5    |
| 9     | НДР            | 1  | 1  | 1½ | 2½ | 2  | 2  | 2  | 1½ | ×  | 2  | 2  | 1½ | 19   | 7  | 1    | 5    | 5    |
| 10    | Румунія        | 1½ | 1½ | 1½ | 1½ | 2  | 1  | 2½ | 1½ | 2  | ×  | 1½ | 2  | 18½  | 5  | 1    | 3    | 7    |
| 11    | Канада         | ½  | 1  | 1½ | 2  | ½  | 1½ | 2  | 1½ | 2  | 2½ | ×  | 2½ | 17½  | 7  | 2    | 3    | 6    |
| 12    | Іспанія        | 1  | 1½ | 1½ | 1½ | 1  | 1½ | 1  | 1  | 2½ | 2  | 1½ | ×  | 16   | 3  | 1    | 1    | 9    |

### Фінал В
Зі старту лідерство захопила команда Ізраїлю. Друге місце посіли поляки. Великого прогресу досягла команда Австралії, яка стала 15-ю в Зігені. Особливо відзначився молодий У. Браун на 1-й шахівниці (+10—1=8).
| Місце | Команда    | 13 | 14 | 15 | 16 | 17 | 18 | 19 | 20 | 21 | 22 | 23 | 24 | Очки | КО | КПер | КНіч | КПор |
| ----- | ---------- | -- | -- | -- | -- | -- | -- | -- | -- | -- | -- | -- | -- | ---- | -- | ---- | ---- | ---- |
| 13    | Ізраїль    | ×  | 2½ | 2½ | 3  | 3  | 3  | 2  | 2½ | 2  | 2  | 1½ | 3  | 27   | 17 | 7    | 3    | 1    |
| 14    | Польща     | 1½ | ×  | 3  | 3½ | 1½ | 2  | 3½ | 0  | 2  | 2½ | 3  | 2½ | 25   | 14 | 6    | 2    | 3    |
| 15    | Австралія  | 1½ | 1  | ×  | 2½ | 3½ | 1  | 1½ | 1½ | 3  | 3½ | 2½ | 3  | 24½  | 12 | 6    | 0    | 5    |
| 16    | Монголія   | 1  | ½  | 1½ | ×  | 2½ | 2  | 3  | 3  | 3  | 2  | 2½ | 2½ | 23½  | 14 | 6    | 2    | 3    |
| 17    | Швеція     | 1  | 2½ | ½  | 1½ | ×  | 2½ | 2  | 3  | 2  | 3½ | 2½ | 2  | 23   | 13 | 5    | 3    | 3    |
| 18    | Нідерланди | 1  | 2  | 3  | 2  | 1½ | ×  | 2½ | 2  | 2½ | 2½ | 2  | 2  | 23   | 13 | 4    | 5    | 2    |
| 19    | Данія      | 2  | ½  | 2½ | 1  | 2  | 1½ | ×  | 3  | 3  | ½  | 2½ | 3½ | 22   | 12 | 5    | 2    | 4    |
| 20    | Фінляндія  | 1½ | 4  | 2½ | 1  | 1  | 2  | 1  | ×  | 1½ | 2½ | 3  | 1½ | 21½  | 9  | 4    | 1    | 6    |
| 21    | Куба       | 2  | 2  | 1  | 1  | 2  | 1½ | 1  | 2½ | ×  | 3  | 2  | 2  | 20   | 9  | 2    | 5    | 4    |
| 22    | Австрія    | 2  | 1½ | ½  | 2  | ½  | 1½ | 3½ | 1½ | 1  | ×  | 2  | 3½ | 19½  | 7  | 2    | 3    | 6    |
| 23    | Колумбія   | 2½ | 1  | 1½ | 1½ | 1½ | 2  | 1½ | 1  | 2  | 2  | ×  | 1½ | 18   | 5  | 1    | 3    | 7    |
| 24    | Індонезія  | 1  | 1½ | 1  | 1½ | 2  | 2  | ½  | 2½ | 2  | ½  | 2½ | ×  | 17   | 7  | 2    | 3    | 6    |

### Фінал С
У фіналі С протягом усього турніру лідирувала команда Англії. В останньому турі англійці «дозволили» собі програти бразильцям, але це не завадило їм випередити філіппінців (друге місце) на 2,5 очка.
| Місце | Команда     | 25 | 26 | 27 | 28 | 29 | 30 | 31 | 32 | 33 | 34 | 35 | 36 | Очки | КО | КПер | КНіч | КПор |
| ----- | ----------- | -- | -- | -- | -- | -- | -- | -- | -- | -- | -- | -- | -- | ---- | -- | ---- | ---- | ---- |
| 25    | Англія      | ×  | 3  | 3  | 1½ | 2  | 2½ | 2½ | 2  | 4  | 3½ | 3  | 3  | 30   | 18 | 8    | 2    | 1    |
| 26    | Філіппіни   | 1  | ×  | 2  | 1½ | 1  | 2½ | 3½ | 2½ | 4  | 3  | 3  | 3½ | 27½  | 15 | 7    | 1    | 3    |
| 27    | Ісландія    | 1  | 2  | ×  | 3  | 3  | 2½ | 2  | 3  | 1½ | 3½ | 2½ | 2  | 26   | 15 | 6    | 3    | 2    |
| 28    | Бразилія    | 2½ | 2½ | 1  | ×  | 2½ | 2  | 2½ | 2  | 2  | 3  | 3  | 2½ | 25½  | 17 | 7    | 3    | 1    |
| 29    | Норвегія    | 2  | 3  | 1  | 1½ | ×  | 1  | 3  | 2½ | 2½ | 2  | 2  | 3½ | 24   | 13 | 5    | 3    | 3    |
| 30    | Італія      | 1½ | 1½ | 1½ | 2  | 3  | ×  | 2  | 2  | 1½ | 2  | 2½ | 3  | 22½  | 10 | 3    | 4    | 4    |
| 31    | Греція      | 1½ | ½  | 2  | 1½ | 1  | 2  | ×  | 2  | 2  | 3  | 3  | 2  | 20½  | 9  | 2    | 5    | 4    |
| 32    | Іран        | 2  | 1½ | 1  | 2  | 1½ | 2  | 2  | ×  | 2½ | 1½ | 1  | 2  | 19   | 7  | 1    | 5    | 5    |
| 33    | Бельгія     | 0  | 0  | 2½ | 2  | 1½ | 2½ | 2  | 1½ | ×  | 2  | 2½ | 2  | 18½  | 10 | 3    | 4    | 4    |
| 34    | Шотландія   | ½  | 1  | ½  | 1  | 2  | 2  | 1  | 2½ | 2  | ×  | 3  | 3  | 18½  | 9  | 3    | 3    | 5    |
| 35    | Туніс       | 1  | 1  | 1½ | 1  | 2  | 1½ | 1  | 3  | 1½ | 1  | ×  | 3  | 17½  | 5  | 2    | 1    | 8    |
| 36    | Пуерто-Рико | 1  | ½  | 2  | 1½ | ½  | 1  | 2  | 2  | 2  | 1  | 1  | ×  | 14½  | 4  | 0    | 4    | 7    |

### Фінал D
У фіналі D зі старту вперед вийшли команди Перу й Ірландії. Вони лідирували до 5-го туру, після чого їх випередила збірна Швейцарії, яка «не віддала» першу сходу до самого кінця турніру.
| Місце | Команда                  | 37 | 38 | 39 | 40 | 41 | 42 | 43 | 44 | 45 | 46 | 47 | 48 | Очки | КО | КПер | КНіч | КПор |
| ----- | ------------------------ | -- | -- | -- | -- | -- | -- | -- | -- | -- | -- | -- | -- | ---- | -- | ---- | ---- | ---- |
| 37    | Швейцарія                | ×  | 2½ | 1½ | 2  | 3  | 2  | 3  | 3½ | 3  | 2½ | 3  | 3½ | 29½  | 18 | 8    | 2    | 1    |
| 38    | Албанія                  | 1½ | ×  | 2  | 2  | 2½ | 3  | 0  | 3  | 3  | 3½ | 4  | 3½ | 28   | 16 | 7    | 2    | 2    |
| 39    | Перу                     | 2½ | 2  | ×  | 2½ | 2½ | 2  | 2  | 3  | 3  | 2½ | 3½ | 2  | 27½  | 18 | 7    | 4    | 0    |
| 40    | Сінгапур                 | 2  | 2  | 1½ | ×  | 2  | 2  | 2½ | 3½ | 3  | 2  | 2½ | 3½ | 26½  | 15 | 5    | 5    | 1    |
| 41    | Португалія               | 1  | 1½ | 1½ | 2  | ×  | 3  | 2  | 1  | 2  | 3  | 4  | 3½ | 24½  | 11 | 4    | 3    | 4    |
| 42    | Ірландія                 | 2  | 1  | 2  | 2  | 1  | ×  | 3½ | 2½ | 3  | 2  | 2  | 2½ | 23½  | 13 | 4    | 5    | 2    |
| 43    | ПАР                      | 1  | 4  | 2  | 1½ | 2  | ½  | ×  | 1  | 3  | 3  | 1½ | 3  | 22½  | 10 | 4    | 2    | 5    |
| 44    | Мексика                  | ½  | 1  | 1  | ½  | 3  | 1½ | 3  | ×  | 1½ | 3  | 2  | 4  | 21   | 9  | 4    | 1    | 6    |
| 45    | Ліван                    | 1  | 1  | 1  | 1  | 2  | 1  | 1  | 2½ | ×  | 1½ | 3  | 2  | 17   | 6  | 2    | 2    | 7    |
| 46    | Люксембург               | 1½ | ½  | 1½ | 2  | 1  | 2  | 1  | 1  | 2½ | ×  | 1½ | 1  | 15½  | 4  | 1    | 2    | 8    |
| 47    | Японія                   | 1  | 0  | ½  | 1½ | 0  | 2  | 2½ | 2  | 1  | 2½ | ×  | 2  | 15   | 7  | 2    | 3    | 6    |
| 48    | Домініканська Республіка | ½  | ½  | 2  | ½  | ½  | 1½ | 1  | 0  | 2  | 3  | 2  | ×  | 13½  | 5  | 1    | 3    | 7    |

### Фінал Е
У фіналі Е перемогла з великим відривом команда Нової Зеландії.
| Місце | Команда                         | 49 | 50 | 51 | 52 | 53 | 54 | 55 | 56 | 57 | 58 | 59 | 60 | Очки | КО | КПер | КНіч | КПор |
| ----- | ------------------------------- | -- | -- | -- | -- | -- | -- | -- | -- | -- | -- | -- | -- | ---- | -- | ---- | ---- | ---- |
| 49    | Нова Зеландія                   | ×  | 4  | 3½ | 3  | 2  | 2  | 4  | 3½ | 3  | 3½ | 4  | 3½ | 36   | 20 | 9    | 2    | 0    |
| 50    | Родезія                         | 0  | ×  | 2  | 1  | 2½ | 2½ | 3½ | 3½ | 3½ | 4  | 2½ | 3  | 28   | 17 | 8    | 1    | 2    |
| 51    | Туреччина                       | ½  | 2  | ×  | 1½ | 3  | 2½ | 4  | 3½ | 2  | 3  | 3  | 3  | 28   | 16 | 7    | 2    | 2    |
| 52    | Мальта                          | 1  | 3  | 2½ | ×  | 2  | 2  | 2  | 3  | 2½ | 3½ | 3  | 3  | 27½  | 17 | 7    | 3    | 1    |
| 53    | Гонконг                         | 2  | 1½ | 1  | 2  | ×  | 3  | 3  | 2  | 2½ | 3  | 3  | 3  | 26   | 15 | 6    | 3    | 2    |
| 54    | Марокко                         | 2  | 1½ | 1½ | 2  | 1  | ×  | 1  | 2½ | 3½ | 3  | 3½ | 3½ | 25   | 12 | 5    | 2    | 4    |
| 55    | Фарерські острови               | 0  | ½  | 0  | 2  | 1  | 3  | ×  | 1  | 2  | 2  | 3½ | 4  | 19   | 9  | 3    | 3    | 5    |
| 56    | Андорра                         | ½  | ½  | ½  | 1  | 2  | 1½ | 3  | ×  | 3  | 2½ | 1½ | 2  | 18   | 8  | 3    | 2    | 6    |
| 57    | Кіпр                            | 1  | ½  | 2  | 1½ | 1½ | ½  | 2  | 1  | ×  | 3  | 1½ | 1½ | 16   | 4  | 1    | 2    | 8    |
| 58    | Американські Віргінські Острови | ½  | 0  | 1  | ½  | 1  | 1  | 2  | 1½ | 1  | ×  | 3½ | 3  | 15   | 5  | 2    | 1    | 8    |
| 59    | Гернсі                          | 0  | 1½ | 1  | 1  | 1  | ½  | ½  | 2½ | 2½ | ½  | ×  | 2  | 13   | 5  | 2    | 1    | 8    |
| 60    | Монако                          | ½  | 1  | 1  | 1  | 1  | ½  | 0  | 2  | 2½ | 1  | 2  | ×  | 12½  | 4  | 1    | 2    | 8    |

## Закриття
Урочисте закриття турніру відбулося 26 вересня. Почесний гість XIX Олімпіади президент ФРН Густав Хейнеман вручив капітану команди СРСР П. Кересу золотий Кубок ФІДЕ, а членам команди — золоті медалі, срібні — угорським шахістам, бронзові — югославам. Потім відбулася невелика церемонія вручення індивідуальних призів. Їх виявилося всього два. Перший приз за перемогу на 1-й шахівниці було вручено чемпіону світу Борису Спаському. Володарем другого призу — за найкрасивішу партію XIX Олімпіади — став Лотар Шмід (ФРН) за перемогу над австрійцем Кінцелем у півфіналі.
Одночасно із XIX Олімпіадою у конференцзалі готелю «Кайзергартен» відбулося засідання Генеральної Асамблеї ФІДЕ. На цьому конгресі було вибрано нового, третього в історії організації, президента ФІДЕ. Ним став 69-річний Макс Ейве (Голландія). Делегати конгресу висловили вдячність Ф. Рогарду, який перебував на цьому посту 21 рік, і затвердили його почесним президентом ФІДЕ. На цьому конгресі гросмейстерських звань були удостоєні шахісти СРСР А. Карпов і Б. Гургенідзе, а також У. Браун з Австралії.